# 弗拉迪米尔·基霍斯
弗拉迪米尔·基霍斯（捷克語：Vladimír Kýhos，1956年6月23日—），捷克男子冰球运动员。他曾代表捷克斯洛伐克国家队参加1984年冬季奥林匹克运动会冰球比赛，获得一枚银牌。